# Галлини, Пина
Пина Галлини (19 марта 1888, Бондено — 31 января 1974, Болонья) — итальянская киноактриса.
Снялась в 82 фильмах между 1935 и 1963 годами.

## Биография
С 12 лет играла в театре, участвовала в спектаклях с Ческо Базеджо и Элеонорой Дузе. Дебютировала в кино в 1935 году. До середины 1960-х годов была популярной в Италии киноактрисой.

## Фильмография
Избранная фильмография:

| Год  |   | Русское название                   | Оригинальное название    | Роль           |
| ---- | - | ---------------------------------- | ------------------------ | -------------- |
| 1941 | ф | Четыре шага в облаках              | Four Steps in the Clouds | Синьора Клелия |
| 1949 | ф | Император Капри                    | The Emperor of Capri     |                |
| 1950 | ф |                                    | L'inafferrabile 12       |                |
| 1951 | ф |                                    | Toto the Third Man       |                |
| 1952 | ф |                                    | Toto and the Women       |                |
| 1954 | ф | Дни любви                          | Days of Love             | Филомена       |
| 1960 | ф | Музыкальный автомат кричит о любви | Juke box urli d'amore    |                |